# Tom's Rhinoplasty
«Tom's Rhinoplasty» es el undécimo episodio de la primera temporada de la serie de televisión animada estadounidense South Park. Se emitió originalmente en Comedy Central en los Estados Unidos el 11 de febrero de 1998. En el episodio, los niños de la Primaria de South Park, incluido Stan Marsh, se enamoran de la nueva maestra sustituta, la Sra. Ellen, lo que hace que Wendy Testaburger (la novia de Stan) se sienta muy irritada. Mientras tanto, el Sr. Garrison se opera la nariz para parecerse al actor David Hasselhoff.
«Tom's Rhinoplasty» fue el primer episodio de la serie con el tema del Día de San Valentín y fue escrito por el cocreador de la serie Trey Parker. El episodio defiende el concepto de belleza interior a través de la trama secundaria del Sr. Garrison y muestra los esfuerzos de los niños por ganarse el afecto de la Sra. Ellen a pesar de que ella es lesbiana.
Natasha Henstridge aparece como invitada como la Sra. Ellen, lo que marca la primera vez que una celebridad invitada desempeña un papel importante en un episodio de South Park. Se le acredita como «La chica de Species» en los créditos iniciales. El episodio marcó la primera vez que se superpuso una imagen fotográfica real de la cabeza de una persona (en este caso, David Hasselhoff) sobre un cuerpo de animado, una práctica que se volvería común a lo largo de la serie.
«Tom's Rhinoplasty» presentó la canción «No Substitute», que fue cantada por Chef y luego se incluyó en Chef Aid: The South Park Album. Trey Parker y Matt Stone dijeron que inicialmente no estaban contentos con «Tom's Rhinoplasty» cuando concluyó la producción del episodio, y se sorprendieron cuando los fanáticos respondieron positivamente.

## Argumento
Se acerca el día de San Valentín y Wendy le sugiere a su novio Stan formas de pasar tiempo juntos. Sin embargo, cuando su maestro de escuela, el Sr. Garrison, decide hacerse una rinoplastia, llega una nueva sustituta llamada Sra. Ellen (Natasha Henstridge) y todos los niños de la clase se encuentran inexplicablemente enamorados de ella, incluido Stan. Wendy se pone increíblemente celosa y advierte a la Sra. Ellen que se mantenga alejada de Stan, sin saber que la maestra sustituta no le devuelve el afecto a Stan.
Preocupada por la educación de los niños, la Sra. Ellen revela que comprará la cena para el ganador de una prueba de ortografía. Los chicos intentan activamente cortejar a la Sra. Ellen, pero Chef (habiéndose adelantado) les advierte que ella es lesbiana y, por lo tanto, solo le gustan otras lesbianas. Los chicos no se dan cuenta de lo que esto significa y tratan de convertirse en «lesbianos» para atraer a la Sra. Ellen. Mientras tanto, la cirugía de nariz del Sr. Garrison lo convierte en un hombre «candente y sexy», con un rostro que se parece al de David Hasselhoff, y decide dejar de enseñar para dedicarse a las mujeres. Stan gana la cena (para consternación de Wendy), pero descubre que la Sra. Ellen no tiene intención de hacer el amor con él. Wendy sin embargo los ve por la ventana y se va angustiada. Al día siguiente, varios hombres iraquíes irrumpieron en el aula y declararon que la Sra. Ellen es en realidad una fugitiva iraquí con una identidad falsa (llamado "Maqesh Alaq Makaraqesh") y ella esta acusada de asesinato. Mientras se resiste al arresto, sin darse cuenta mata a Kenny empalándolo con una espada en la cara. Los soldados la detienen y la disparan hacia el centro del sol a través de un cohete.
El Sr. Garrison se convierte en un modelo de éxito, pero pronto se ve perseguido por las calles por un gran grupo de mujeres atraídas por él. Asustado por toda la atención, el Sr. Garrison decide volver a su apariencia normal. Wendy reclama a Stan como su novio haciéndolo vomitar sobre ella, y queda claro que animó a las mujeres del pueblo a perseguir al Sr. Garrison tan implacablemente que decidió volver a la enseñanza. Wendy habla con los hombres iraquíes en árabe fluido y les paga con un fajo de dinero estadounidense. Más tarde, Wendy observa con alegría cómo el cohete estalla bajo el sol y Kyle se da cuenta de que Wendy contrató a los iraquíes para matar a la Sra. Ellen. Indignado por esto, Kyle confronta enojado a Wendy por esto, pero Wendy declara (con ojos trastornados), «¡Le dije: “No... jodas... a... Wendy... Testaburger”!». Kyle mira conmocionado.